# Пам'ятники Якшур-Бодьїнського району
В статті подано всі наявні пам'ятники Якшур-Бодьїнського району Удмуртії. Список складено в алфавітному порядку населених пунктів, в яких встановлено пам'ятники.
| Назва                                                       | Рік встановлення | Розташування                   | Фото | Короткі відомості |
| ?                                                           | 1966             | присілок Алгази                |      | |
| Радянським воїнам, пам'ятник                                | 1985             | присілок Варавай               |      | Встановлено на честь радянських воїнів, які загинули в роки Другої світової війни |
| Радянським воїнам, пам'ятник                                | 1976             | присілок Великі Ошворці        |      | Встановлено на честь радянських воїнів, які загинули в роки Другої світової війни |
| Радянським воїнам, пам'ятник                                | 2001             | присілок Вижоїл                |      | Встановлено на честь радянських воїнів, які загинули в роки Другої світової війни |
| Радянським воїнам, пам'ятник                                | 1985             | присілок Зеглуд                |      | Встановлено на честь радянських воїнів, які загинули в роки Другої світової війни |
| Воїнам-односельчанам, пам'ятник                             | 1985             | присілок Іж-Забєгалово         |      | Встановлено на честь воїнів-односельчан, які загинули в роки Другої світової війни |
| Будівникам залізниці Іжевськ-Балезино, меморіал             | 1997             | село Кекоран                   |      | Встановлено на честь будівників залізниці Іжевськ-Балезино 1941–1944 років |
| ?                                                           | 1966             | присілок Киква                 |      | |
| ?, обеліск                                                  | 1965             | село Линга                     |      | |
| Німецьким військовополоненим, пам'ятник                     | 1995             | село Линга                     |      | Встановлено на честь 800 німецьких військовополонених, яких було розстріляно в колонії № 147 в роки Другої світової війни |
| Олексію Холмогорову, пам'ятна дошка                         | 2003             | село Линга                     |      | Встановлено на честь Заслуженого художника Росії Олексія Холмогорова, який тут жив і працював |
| Радянським воїнам, пам'ятник                                | 1995             | присілок Мала Ітча             |      | Встановлено на честь радянських воїнів, які загинули в роки Другої світової війни |
| Померлим від ран, обеліск                                   | 1982             | село Маяк                      |      | Встановлено на честь військових, що померли від ран у місцевому будинку для інвалідів та поранених в роки Другої світової війни |
| Радянським воїнам, пам'ятник                                | 1995             | село Маяк                      |      | Встановлено на честь радянських воїнів, які загинули в роки Другої світової війни |
| Радянським воїнам, пам'ятник                                | 1985             | присілок Мукші                 |      | Встановлено на честь радянських воїнів, які загинули в роки Другої світової війни |
| Радянським воїнам, пам'ятник                                | 1975             | присілок Нижній Післеглуд      |      | Встановлено на честь радянських воїнів, які загинули в роки Другої світової війни |
| Династії Наговіциних, пам'ятник                             | 2000             | присілок Патраки               |      | Встановлено на честь династії воїнів Наговіциних, які загинули в роки Другої світової війни |
| Воїнам-односельчанам, пам'ятник                             | 1965             | присілок Порва                 |      | Встановлено на честь воїнів-односельчан, які загинули в роки Другої світової війни |
| Радянським воїнам, пам'ятник                                | 1975             | присілок Пушкарі               |      | Встановлено на честь радянських воїнів, які загинули в роки Другої світової війни |
| Радянським воїнам, пам'ятник                                | 1995             | село Селичка                   |      | Встановлено на честь радянських воїнів, які загинули в роки Другої світової війни |
| Борцям-активістам, пам'ятник                                | 1955             | село Старі Зятці               |      | Встановлено на честь борців-активістів, що загинули від рук селян під час колективізації — Гопгуртські події жовтня 1920 року |
| Радянським воїнам, пам'ятник                                | 1985             | село Старі Зятці               |      | Встановлено на честь радянських воїнів, які загинули в роки Другої світової війни |
| Радянським воїнам, пам'ятник                                | 1988             | присілок Сюровай               |      | Встановлено на честь радянських воїнів, які загинули в роки Другої світової війни |
| Загиблим в Громадянській війні, обеліск                     | 1967             | село Чур                       |      | Встановлено на братській могилі на честь воїнів, які загинули в роки Громадянської війни |
| Радянським воїнам, пам'ятник                                | 1975             | присілок Яшур                  |      | Встановлено на честь радянських воїнів, які загинули в роки Другої світової війни |
| Героям Громадянської війни, пам'ятник                       | 1957             | село Якшур-Бодья, сквер за РБК | Фото | Встановлено на воїнів, які загинули в роки Громадянської війни. До цього було встановлено конусоподібний обеліск із дерев'яних дощок на братській могилі, яку 1957 року перенесли на нове місце. Реконструйований 1980 року                        |
| Радянським воїнам, пам'ятник                                | 1965–1985        | село Якшур-Бодья               |      | Встановлено на братській могилі на честь радянських воїнів, які загинули в роки Другої світової війни. Спочатку це була кам'яна плита із зображенням жінки та солдата. 1985 року братська могила із 3,5 тисяч решток була перенесена до меморіалу↓ |
| Феодорі Пушиній, бюст                                       | 1972             | село Якшур-Бодья, площа Слави  | Фото | Встановлено на честь Героя Радянського Союзу, уродженці села Тукмачі Феодори Пушиної. Старий бюст простояв до 1974 року, 1975 року вставлено новий. 2006 року його перенесли до меморіалу↓                                                         |
| Радянським воїнам, меморіал                                 | 1985             | село Якшур-Бодья, площа Слави  | Фото | Створено на честь радянських воїнів, які загинули в роки Другої світової війни. Реконструйований 2006 року |
| Поклонний хрест                                             | 2003             | село Якшур-Бодья               | Фото | Встановлено на місці, де раніше стояла Миколаївська церква |
| Івану Рєпіну та Герману Короткову, пам'ятна плита           | 2006             | село Якшур-Бодья, площа Слави  | Фото | Встановлено на меморіалі↑ на честь Героїв Радянського Союзу Івана Рєпіна та Германа Короткова |
| Учасникам локальних війн, пам'ятник                         | 2009             | село Якшур-Бодья, сквер за РБК | Фото | Встановлено на честь радянських воїнів, які загинули в роки Афганської війни |
| Учасникам ліквідації наслідків атомних катастроф, пам'ятник | 2011             | село Якшур-Бодья, сквер за РБК | Фото | Встановлено на честь ліквідаторів наслідків Чорнобильської катастрофи |